# Tethina steyskali
Tethina steyskali is een vliegensoort uit de familie van de Canacidae. De wetenschappelijke naam van de soort is voor het eerst geldig gepubliceerd in 1976 door Foster.